# Wood (Familienname)
Wood (engl.: „Holz“, „Wald“) ist ein englischer Familienname.

## Namensträger

### A
- Abbie Wood (* 1999), britische Schwimmerin
- Abiel Wood (1772–1834), US-amerikanischer Politiker
- Adam Wood (* 1955), britischer Diplomat
- Aimee Lou Wood (* 1994), britische Schauspielerin
- Al Wood (* 1958), US-amerikanischer Basketballspieler
- Alan Wood (1834–1902), US-amerikanischer Politiker
- Alan Muir Wood (1921–2009), britischer Bauingenieur
- Albert E. Wood (1910–2002), US-amerikanischer Paläontologe
- Alexander Wood (Mediziner) (1817–1884), schottischer Arzt
- Alexander Wood (Fußballspieler) (1907–1987), US-amerikanischer Fußballspieler
- Alf Wood (Fußballspieler, 1873) (Alfred Edward Wood; 1873–1919), englischer Fußballspieler
- Alf Wood (Fußballspieler, 1915) (Alfred Robert Wood; 1915–2001), englischer Fußballspieler und -trainer
- Alf Wood (Fußballspieler, 1945) (Alfred Edward Howson Wood; * 1945), englischer Fußballspieler
- Alice Wood (* 1995), britische Radsportlerin
- Allan Wood (1943–2022), australischer Schwimmer
- Alphonso Wood (1810–1881), US-amerikanischer Pädagoge und Botaniker
- Amelia Wood (1930–2013), US-amerikanische Speerwerferin und Kugelstoßerin
- Amos E. Wood (1810–1850), US-amerikanischer Politiker
- Andrés Wood (* 1965), chilenischer Filmregisseur und Drehbuchautor
- Andrew Wood (Mediziner) (1810–1881), britischer Chirurg
- Andrew Wood (Diplomat) (* 1940), britischer Diplomat
- Andrew Wood (Leichtathlet) (* 1944), britischer Sprinter
- Andrew Wood (Musiker) (1966–1990), US-amerikanischer Rockmusiker
- Andy Wood (Schauspieler), US-amerikanischer Schauspieler
- Andy Wood (Skeletonpilot) (* 1979), britischer Skeletonpilot
- Anita Wood (1938–2023), US-amerikanische Rundfunk-Moderatorin, Schauspielerin und Sängerin
- Anja Müller-Wood (* 1969), deutsche Anglistin
- Anna Wood (Kanutin) (Anna Cox; * 1966), australische Kanutin
- Anna Wood (Schauspielerin) (* 1985), US-amerikanische Schauspielerin
- Anthony Wood (1632–1695), englischer Antiquar
- Arthur Wood (1875–1939), britischer Segler und Bergbauunternehmer
- Arthur O’Hara Wood (1890–1918), australischer Tennisspieler
- Ashley Wood (* 1971), australischer Comicautor, Illustrator und Designer

### B
- Barbara Wood (* 1947), US-amerikanische Schriftstellerin
- Bari Wood (* 1936), US-amerikanische Autorin
- Barnabas Wood (1819–1875), US-amerikanischer Zahnarzt und Erfinder
- Barry Wood (1942–2017), südafrikanischer Ordensgeistlicher, Weihbischof in Durban
- Baruch Harold Wood (1909–1989), englischer Schachspieler und Schachautor
- Beatrice Wood (1893–1998), US-amerikanische Schriftstellerin und Objektkünstlerin
- Bebe Wood (* 2001), US-amerikanische Schauspielerin
- Benjamin Wood (1820–1900), US-amerikanischer Politiker
- Benson Wood (1839–1915), US-amerikanischer Politiker
- Bernard Wood (* 1945), britischer Anatom und Paläoanthropologe
- Beth Wood (* 1954), US-amerikanische Politikerin
- Bevis Wood (1929–2006), britischer Radrennfahrer
- Bobby Wood (* 1992), US-amerikanischer Fußballspieler
- Booty Wood (1919–1987), US-amerikanischer Jazzmusiker
- Bradford R. Wood (1800–1889), US-amerikanischer Politiker
- Brenton Wood (1941–2025), US-amerikanischer R&B- und Soul-Sänger und Songwriter
- Brian Wood (* 1972), US-amerikanischer Comicautor und Grafikdesigner

### C
- Caitlin Wood (* 1997), australische Automobilrennfahrerin
- Cameron Wood (* 2001), US-amerikanischer Radrennfahrer
- Carl Wood (1929–2011), australischer Mediziner
- Carolyn Wood (* 1945), US-amerikanische Schwimmerin
- Carroll Emory Wood (1921–2009), US-amerikanischer Botaniker
- Cathie Wood (* 1955), US-amerikanische Investorin
- Charles Wood, 1. Viscount Halifax (1800–1885), britischer Politiker
- Charles Wood, 2. Viscount Halifax (1839–1934), britischer Peer und Politiker
- Charles Wood (Komponist) (1866–1926), irischer Komponist
- Charles Wood (Schauspieler) (1916–1978), US-amerikanischer Schauspieler
- Charles Wood (Autor) (1932–2020), britischer Drehbuchautor
- Charles Wood (Szenenbildner), US-amerikanischer Szenenbildner
- Charles C. Wood Taylor (1792–1856), nordamerikanischer Freiheitskämpfer in Chile
- Charles Erskine Scott Wood (1852–1944), amerikanischer Offizier, Schriftsteller und Jurist
- Chester C. Wood (1903–1965), US-amerikanischer Militär, Vizeadmiral der United States Navy
- Cheyna Wood (* 1990), südafrikanische Squashspielerin
- Christian Wood (* 1995), US-amerikanischer Basketballspieler
- Clare Wood (* 1968), britische Tennisspielerin
- Colin Wood (* 1943), britischer Jazz- und Rockpianist
- Chris Wood (Rockmusiker) (1944–1983), britischer Rockmusiker
- Chris Wood (Fußballspieler, 1955) (* 1955), englischer Fußballspieler
- Chris Wood (Folkmusiker), britischer Singer-Songwriter, Musiker und Musikpädagoge
- Chris Wood (Jazzbassist) (* 1969), US-amerikanischer Jazzbassist
- Chris Wood (Fußballspieler, 1987) (* 1987), englischer  Fußballspieler
- Chris Wood (Golfspieler) (* 1987), englischer Golfspieler
- Chris Wood (Schauspieler) (* 1988), US-amerikanischer Schauspieler
- Chris Wood (Fußballspieler, 1991) (* 1991), neuseeländischer Fußballspieler
- Christopher Wood (Maler) (1901–1930), britischer Maler
- Christopher Wood (Schriftsteller) (1935–2015), britischer Schriftsteller und Drehbuchautor
- Christopher Wood (Kunsthistoriker) (* 1961), US-amerikanischer Kunsthistoriker
- Clive Wood (* 1954), britischer Schauspieler
- Corinne Wood (1954–2021), US-amerikanische Politikerin
- Craig Wood (Golfspieler) (1901–1968), US-amerikanischer Golfspieler
- Craig Breckinridge Wood (1943–2018), US-amerikanischer Paläontologe
- Craig Wood (Filmeditor), australischer Filmeditor
- Cynthia Wood (* 1950), US-amerikanisches Model und Schauspielerin

### D
- Danny Wood (* 1969), US-amerikanischer Sänger, Songschreiber und Musikproduzent
- DaShaun Wood (* 1985), US-amerikanischer Basketballspieler
- David Wood (Schauspieler) (* 1944), englischer Schauspieler, Autor und Theaterregisseur
- David Wood (Philosoph) (* 1946), britischer Philosoph
- David Wood (Badminton) (* 1966), englischer Badmintonspieler
- David Wood (Missionar) (* 1976), US-amerikanischer Missionar und Apologet
- David Duffield Wood (1838–1910), US-amerikanischer Komponist und Organist
- Diane Wood (* 1950), US-amerikanische Juristin
- Dody Wood (* 1972), kanadischer Eishockeyspieler
- Dudley Wood (* 1946), britischer Autorennfahrer
- Dustin Wood (* 1981), kanadischer Eishockeyspieler

### E
- Ean Wood (1937–2010), britischer Regisseur, Drehbuchautor und Biograf
- Earl Howard Wood (1912–2009), US-amerikanischer Mediziner
- Ed Wood (1924–1978), US-amerikanischer Filmregisseur
- Edward Wood, 1. Earl of Halifax (1881–1959), britischer Politiker, Mitglied des House of Commons, Vizekönig von Indien und britischer Außenpolitiker
- Elijah Wood (* 1981), US-amerikanischer Schauspieler
- Elizabeth Wyn Wood (1903–1966), kanadische Bildhauerin
- Ellen „Henry“ Wood (1814–1887), britische Romanschriftstellerin
- Ellen Meiksins Wood (1942–2016), US-amerikanische Historikerin
- Emily Wood (* 1978), englisch-deutsche Schauspielerin
- Eric Wood (* 1986), US-amerikanischer American-Football-Spieler
- Ernest Wood (Theosoph) (1883–1965), britischer Theosoph und Buchautor
- Ernest E. Wood (1875–1952), US-amerikanischer Politiker
- Evan Rachel Wood (* 1987), US-amerikanische Schauspielerin
- Evelyn Henry Wood (1838–1919), britischer Feldmarschall

### F
- Faith Wood-Blagrove (* 2004), britische Schauspielerin
- Fernando Wood (1812–1881), US-amerikanischer Politiker
- Fiona Wood (* 1958), australische Chirurgin
- Frances Wood (Statistikerin) (1883–1919), britische Chemikerin und Statistikerin
- Frances Wood (* 1948), englische Bibliothekarin, Sinologin und Historikerin
- Francis Wood (1924–1976), englischer Fußballspieler
- Francis Derwent Wood (1871–1926), britischer Bildhauer
- Frank Wood (* 1960), US-amerikanischer Schauspieler
- Fred Wood (1917–1994), chilenischer Fußballspieler

### G
- Garfield Wood (1880–1971), US-amerikanischer Erfinder, Unternehmer und Motorbootbauer sowie -rennfahrer
- Gavin Wood (* 1980), britischer Informatiker
- George Wood, Deckname von Fritz Kolbe (1900–1971), deutscher Widerstandskämpfer und Agent
- George Wood (Schauspieler) (1919–2000), US-amerikanischer Schauspieler
- George Wood (Fußballspieler) (* 1952), schottischer Fußballtorhüter
- George Wood (Snookerspieler), englischer Snookerspieler
- George T. Wood (1795–1858), US-amerikanischer Politiker
- Georgina Theodora Wood (* 1947), ghanaische Richterin
- Ghislaine Wood (* 1950), britische Kunsthistorikerin
- Glen Wood (Rennfahrer, 1925) (1925–2019), US-amerikanischer Automobilrennfahrer
- Glen Wood (Rennfahrer, 1988) (auch Glenn Wood; * 1988), australischer Automobilrennfahrer
- Gordon S. Wood (* 1933), US-amerikanischer Historiker und Hochschullehrer
- Graham Wood (Hockeyspieler) (* 1936), australischer Hockeyspieler
- Graham Wood (Musiker) (1971–2017), australischer Jazzpianist
- Graham Wood (Rennfahrer), britischer Motorradrennfahrer
- Grant Wood (1891–1942), US-amerikanischer Maler

### H
- H. Freeman Wood, britischer Kriminalbuch-Autor (Schaffen zwischen 1880 und 1897)
- Harland G. Wood (1907–1991), US-amerikanischer Biochemiker
- Harold Wood (Gewichtheber) (1890–nach 1928), britischer Gewichtheber
- Harold D’Arcy Wood (* 1936), australischer Geistlicher und Ökumeniker
- Harold Kenneth Wood (1906–1972), US-amerikanischer Jurist
- Harry Wood (Fußballspieler) (1868–1951), englischer Fußballspieler
- Harry Wood (Leichtathlet) (1902–1975), britischer Marathonläufer
- Harry Edwin Wood (1881–1946), südafrikanischer Astronom
- Harry O. Wood (1879–1958), US-amerikanischer Seismologe
- Harvey Wood (1885–1958), englischer Hockeyspieler
- Haydn Wood (1882–1959), englischer Komponist und Geiger
- Helen Margaret Muir-Wood (1895–1968), britische Paläontologin
- Helen Wood (1917–1988), amerikanische Schauspielerin,
- Henry Wood (1869–1944), britischer Dirigent
- Herbert P. Wood (1883–1925), US-amerikanischer Parasitologe
- Horace Elmer Wood (II) (1901–1975), US-amerikanischer Paläontologe
- Houston G. Wood III, US-amerikanischer Mathematiker und Physiker
- Howard R. Wood (1887–1958), US-amerikanischer Politiker
- Hugh Wood (1932–2021), britischer Komponist

### I
- Ian Wood (Unternehmer) (* 1942), britischer Unternehmer
- Ian Wood (Fußballspieler) (* 1948), englischer Fußballspieler
- Ian Wood (Eishockeyspieler) (* 1964), kanadisch-deutscher Eishockeyspieler
- Ian N. Wood (* 1950), britischer Historiker
- Ira David Wood III (* 1947), US-amerikanischer Regisseur und Schauspieler
- Ira W. Wood (1856–1931), US-amerikanischer Politiker

### J
- Jacqueline MacInnes Wood (* 1987), kanadische Schauspielerin
- Jake Wood (* 1972), englischer Schauspieler
- James Wood (Politiker) (1741–1813), US-amerikanischer Politiker (Virginia)
- James Wood (Kunsthistoriker) (1941–2010), US-amerikanischer Kunsthistoriker
- James Wood (Musiker) (* 1953), britischer Dirigent, Komponist und Schlagwerker
- James Wood (Literaturkritiker) (* 1965), britischer Literaturwissenschaftler
- James Wood-Mason (1846–1893), britischer Zoologe
- James W. Wood (1924–1990), US-amerikanischer Militärpilot
- Jamie Wood (* 1978), Fußballspieler für die Cayman Islands
- Jamie R. Wood (2007 promoviert), Paläontologe in Neuseeland
- Jason Wood (1972–2010), britischer Comedian
- Jenny Wood (Schwimmerin) (* 1948), simbabwische Schwimmerin
- Jenny Wood (Schriftstellerin) (* 1985), deutsche Schriftstellerin
- Jeremiah Wood (1876–1962), US-amerikanischer Rechtsanwalt und Politiker
- John Wood der Ältere (1704–1754), britischer Baumeister
- John Wood der Jüngere (1728–1782), britischer Baumeister
- John Wood (Isle of Man) (1761–1777), Gouverneur der Isle of Man
- John Wood (Politiker, 1798) (1798–1880), US-amerikanischer Politiker (Illinois)
- John Wood (Forschungsreisender) (1812–1871), britischer Marineoffizier, Forschungsreisender und Kartograph
- John Wood (Politiker, 1816) (1816–1898), US-amerikanischer Politiker (Pennsylvania)
- John Wood (Fußballspieler) (1884–1959), englischer Fußballspieler, -trainer und -schiedsrichter
- John Wood (1925–2015), spanischer Filmregisseur, siehe Juan Bosch (Regisseur)
- John Wood (Schauspieler) (1930–2011), britischer Schauspieler
- John Wood (Kanute) (1950–2013), kanadischer Kanute
- John Wood (Unternehmer) (* 1964), US-amerikanischer Unternehmer
- John Wood (Komponist), englischer Komponist der Renaissance
- John Wood (Luftschiffbauer), britischer Luftschiffdesigner und -unternehmer
- John Wood (Ingenieur), britischer Automobilingenieur
- John J. Wood (1784–1874), US-amerikanischer Politiker
- John M. Wood (1813–1864), US-amerikanischer Politiker
- John M. Wood (General) (* um 1967), pensionierter Generalmajor der US Air Force
- John Medley Wood (1827–1915), britisch-südafrikanischer Botaniker
- John Norris Wood (1930–2015), britischer Maler und Hochschullehrer
- John R. Wood (* um 1950), pensionierter US-amerikanischer Generalleutnant
- John Richard Ironside Wood (* 1944), britischer Botaniker
- John S. Wood (1888–1966), US-amerikanischer Generalmajor
- John Stephens Wood (1885–1968), US-amerikanischer Politiker
- John Travers Wood (1878–1954), US-amerikanischer Politiker
- John Turtle Wood (1821–1890), britischer Architekt, Ingenieur und Archäologe
- Jonathan Wood (* 1982), australischer Schauspieler
- Joolie Wood, kanadische Sängerin
- Joseph Wood (Politiker, 1712) (1712–1791), US-amerikanischer Politiker
- Joseph Wood (Politiker, 1809) (1809–1890), US-amerikanischer Politiker
- Joseph Wood (Politiker, 1876) (1876–20. Jahrhundert), Politiker in Südwestafrika
- Joseph Garnett Wood (1900–1959), australischer Botaniker
- Joseph R. Wood (1915–2000), US-amerikanischer Komponist
- Joseph Rudolph Wood III (1958–2014), US-amerikanischer zum Tode verurteilter und hingerichteter Mörder
- Juan Wood, argentinischer Fußballspieler

### K
- Keith Wood (* 1972), irischer Rugby-Spieler
- Keith Porteous Wood (* 1948), britischer Bürgerrechtler
- Kelly Wood (* 1981), schottische Curlerin, siehe Kelly Schafer
- Kerry Wood (* 1977), US-amerikanischer Baseballspieler
- Kevin Wood, simbabwischer Radrennfahrer
- Kingsley Wood (1881–1943), britischer Politiker
- Kristoff Wood (* 1993), bahamaischer Fußballspieler
- Kyle Wood (* 1996), kanadischer Eishockeyspieler

### L
- Lana Wood (* 1946), US-amerikanische Schauspielerin und Produzentin
- Laura Wood (1901–1982), US-amerikanische Schauspielerin
- Lauren Wood (* vor 1960), US-amerikanische Sängerin
- Lawson Wood (1878–1957), britischer Maler, Illustrator und Karikaturist
- Leanne Wood (* 1971), walisische Politikerin, Parteivorsitzende von Plaid Cymru
- Lee Brimmicombe-Wood (* 1963), englischer Spieleentwickler und Autor
- Leigh Wood (Fußballspieler) (* 1983), englischer Fußballspieler
- Leigh Wood (Boxer) (* 1988), britischer Boxer
- Leonard Wood (1860–1927), US-amerikanischer Generalmajor
- Levison Wood (* 1982), britischer Soldat, Forscher und Schriftsteller
- Lisa Godbey Wood (* 1963), US-amerikanische Juristin
- Lloyd H. Wood (1896–1964), US-amerikanischer Politiker
- Lowell Wood (* 1941), US-amerikanischer Astrophysiker und Erfinder

### M
- Margot Wood, südafrikanische Theaterproduzentin, Theaterregisseurin, Schauspielerin und Schauspiellehrerin
- Mark Wood (Gitarrist) (* 1954), englischer Jazz-Gitarrist
- Mark Wood (Geiger) (* 1957), US-amerikanischer Geiger
- Mark Wood (Pornodarsteller) (* 1968), US-amerikanischer Pornodarsteller und -regisseur
- Mark Wood (Cricketspieler) (* 1990), englischer Cricketspieler
- Marshall Wood (1834–1882), englischer Bildhauer und Medailleur
- Martin Wood, kanadischer Regisseur und Produzent
- Matthew Wood (* 1972), US-amerikanischer Tontechniker und Synchronsprecher
- Maud Wood Park (1871–1955), US-amerikanische Frauenrechtlerin
- Maurice Arthur Ponsonby Wood (1916–2007), britischer Geistlicher, Bischof von Norwich
- Melanie Wood (* 1981), US-amerikanische Mathematikerin und Hochschullehrerin
- Mervyn Wood (1917–2006), australischer Ruderer und Polizist
- Meryl O’Hara Wood († 1958), australische Tennisspielerin in den 1920er-Jahren
- Michael Wood (Literaturwissenschaftler) (* 1936), Literaturwissenschaftler
- Michael Wood (Spezialeffektkünstler), Spezialeffektkünstler
- Michael Philip Wood (* 1980), neuseeländischer Politiker
- Mike Wood (Politiker, 1946) (* 1946), britischer Politiker (Labour Party)
- Mike Wood (Footballspieler) (* 1954), US-amerikanischer American-Football-Spieler
- Mike Wood (Curler) (* 1968), kanadischer Curler
- Mike Wood (Fechter) (* 1971), südafrikanischer Fechter
- Mike Wood (Politiker, 1976) (* 1976), britischer Politiker (Conservative Party)
- Mike Wood (Baseballspieler) (* 1980), US-amerikanischer Baseballspieler
- Mike Wood (Boxer) (* 1982), US-amerikanischer Boxer
- Miles Wood (* 1995), US-amerikanischer Eishockeyspieler
- Milton L. Wood (1922–2015), US-amerikanischer Bischof

### N
- N. Lee Wood (* 1955), US-amerikanische Schriftstellerin
- Natalie Wood (1938–1981), US-amerikanische Schauspielerin
- Nate Wood (* 1979), US-amerikanischer Jazzmusiker
- Nicholas Wood (1795–1865), englischer Eisenbahningenieur
- Nicky Wood (* 1966), englischer Fußballspieler
- Noah Jay Wood (* 2000), US-amerikanischer Schauspieler, Model und Social-Media-Persönlichkeit
- Norman Wood (Fußballspieler, 1889) (1889–1916), englischer Fußballspieler
- Norman Wood (Badminton) (um 1880–nach 1908), englischer Badmintonspieler
- Norman Wood (Fußballspieler, 1921) (1921–2005), englischer Fußballspieler
- Norman Wood (Fußballspieler, 1932) (* 1932), englischer Fußballspieler
- Norman Wood (Golfspieler) (1947–2023), schottischer Golfer

### O
- Oenone Wood (* 1980), australische Radrennfahrerin
- Oliver Wood (Kameramann) (1942–2023), britischer Kameramann
- Oliver Wood (Radsportler) (* 1995), britischer Radsportler
- Orrin Wood (1817–1909), US-amerikanischer Unternehmer
- Oscar Wood (* 1975), US-amerikanischer Ringer

### P
- Pat O’Hara Wood (1891–1961), australischer Tennisspieler
- Paul Wood (Rugbyspieler) (* 1981), englischer Rugbyspieler
- Paul Wood (Leichtathlet) (* 2004), paraguayischer Leichtathlet
- Peggy Wood (1892–1978), US-amerikanische Sängerin und Schauspielerin
- Perry L. Wood, Jr. (* 1981), US-amerikanischer Herpetologe
- Peter Wood (Regisseur) (1925–2016), englischer Theater- und Filmregisseur
- Peter Wood (Musiker) (1950–1993), englischer Keyboarder
- Peter Van Wood (1927–2010), niederländischer Musiker und Astrologe
- Peter Hill-Wood (1936–2018), englischer Bankier und Sportfunktionär

### R
- Rachel Wood (Fußballspielerin) (* 1990), US-amerikanische Fußballspielerin
- Rachel Hurd-Wood (* 1990), britische Schauspielerin
- Randy Wood (* 1963), US-amerikanischer Eishockeyspieler
- Ray Wood (1931–2002), englischer Fußballspieler
- Reuben Wood (1792–1864), US-amerikanischer Politiker
- Reuben T. Wood (1884–1955), US-amerikanischer Politiker
- Richard Wood, Baron Holderness (1920–2002), britischer Politiker
- Richard Wood (Fußballspieler) (* 1985), englischer Fußballspieler
- Robert Wood (Altertumsforscher) (1717–1771), britischer Forschungsreisender und Politiker
- Robert Coldwell Wood (1923–2005), US-amerikanischer Politiker und Politikwissenschaftler
- Robert Elkington Wood (1879–1969), amerikanischer Offizier, Unternehmer und Politiker
- Robert Morford Wood (1924–2004), US-amerikanischer Segler und Olympiateilnehmer
- Robert Williams Wood (1868–1955), US-amerikanischer Physiker
- Robin Wood (Pianist) (1924–2004), kanadischer Pianist und Musikpädagoge
- Robin Wood (Filmkritiker) (1931–2009), kanadischer Filmkritiker
- Robin Wood (Autor) (1944–2021), paraguayischer Comicautor
- Roger Wood (Gouverneur) († 1654), britischer Kolonialgouverneur
- Roger Leigh-Wood (1906–1987), britischer Leichtathlet
- Roger C. Wood (Informatiker) (1932–2013), US-amerikanischer Informatiker und Hochschullehrer
- Roger C. Wood (Zoologe) (Roger Conant Wood), US-amerikanischer Zoologe und Paläontologe
- Ron Wood (* 1947), britischer Rockmusiker
- Ronald K. S. Wood (1919–2017), britischer Botaniker
- Ross Benjamin Wood (* 1974), Fußballspieler für die Nördlichen Marianen
- Roy Wood (* 1946), britischer Songschreiber, Gitarrist und Multiinstrumentalist
- Ruth Goulding Wood (1875–1939), US-amerikanische Mathematikerin und Hochschullehrerin
- Rutledge Wood (* 1980), US-amerikanischer Moderator und Motorsportexperte

### S
- Sam Taylor-Wood (* 1967), britische Regisseurin, Fotografin, Künstlerin und Musikerin, siehe Sam Taylor-Johnson
- Sam Wood (1883–1949), US-amerikanischer Filmregisseur
- Samuel H. Wood, US-amerikanischer Reproduktionsmediziner
- Sarah Wood (* 1990), australische Leichtathletin
- Searles Valentine Wood (1798–1880), englischer Paläontologe
- Sebastian Wood (* 1961), britischer Diplomat
- Shannon Wood, US-amerikanischer Perkussionist und Komponist
- Sidney Wood (1911–2009), US-amerikanischer Tennisspieler
- Silas Wood (1769–1847), US-amerikanischer Politiker
- Smokey Wood (1918–1975), US-amerikanischer Musiker
- Stephen W. Wood (* 1948), US-amerikanischer Politiker
- Stephen G. Wood (* um 1950), US-amerikanischer Offizier, Generalleutnant der US Air Force
- Steve Wood (1961–1995), australischer Kanute
- Stewart Wood, Baron Wood of Anfield (* 1968), britischer Politiker
- Sylvia Wood, neuseeländische Geschäftsfrau, Präsidentin der New Zealand National Party

### T
- Tatjana Wood (* vor 1935), US-amerikanische Künstlerin und Comic-Coloristin
- Thelma Wood (1901–1970), US-amerikanische Silverpoint-Künstlerin und Bildhauerin
- Theron Wood (* 1990), Fußballspieler der Kaimaninseln
- Thomas Wood (Priester) (1499–1588), britischer Geistlicher
- Thomas Wood (Bischof) (1885–1961), britischer Geistlicher, Bischof von Bedford
- Thomas Wood (Senator) (1889–1965), kanadischer Politiker
- Thomas Wood (Fußballspieler) (* 1982), Fußballspieler der Cayman Islands
- Thomas J. Wood (1823–1906), US-amerikanischer General
- Thomas Jefferson Wood (1844–1908), US-amerikanischer Politiker
- Thomas McKinnon Wood (1855–1927), britischer Politiker
- Thomas Waterman Wood (1823–1903), US-amerikanischer Maler
- Tiffani Wood (* 1977), australische Sängerin und Songwriterin
- Tim Wood (* 1948), US-amerikanischer Eiskunstläufer
- Tom Wood (Schauspieler, 1894) (1894–1932), US-amerikanischer Schauspieler
- Tom Wood (Fotograf) (* 1951), irischer Fotograf
- Tom Wood (Schauspieler, 1963) (Thomas Mills Wood; * 1963), US-amerikanischer Schauspieler und Musiker
- Tom Wood (Spezialeffektkünstler), Spezialeffektkünstler
- Tom Wood (Autor) (* 1978), britischer Schriftsteller und Drehbuchautor
- Tom Wood (Rugbyspieler) (* 1986), englischer Rugby-Union-Spieler
- Travis Wood (* 1987), US-amerikanischer Baseballpitcher
- Trevor Wood (Spezialeffektkünstler), Spezialeffektkünstler
- Trevor Wood (Fußballspieler) (* 1968), nordirischer Fußballspieler
- Ty Wood (* 1995), kanadischer Schauspieler

### V
- Vanessa Wood (* 1983), amerikanische Elektroingenieurin; Professorin an der ETH Zürich
- Victoria Wood (1953–2016), britische Schauspielerin und Produzentin

### W
- W. A. R. Wood (William Alfred Rae Wood; 1878–1970), britischer Diplomat
- Waddy Butler Wood (1869–1944), US-amerikanischer Architekt
- Wallis Currie-Wood (* 1991), US-amerikanische Schauspielerin
- Wally Wood (Wallace Wood; 1927–1981), amerikanischer Comiczeichner
- Walter Wood (Filmproduzent) (1921–2010), US-amerikanischer Filmproduzent
- Walter Wood (Freestyle-Skier) (* 1992), US-amerikanischer Freestyle-Skier
- Walter Wood (Leichtathlet) (1914–1972), US-amerikanischer Leichtathlet
- Walter Wood (Schachspieler), US-amerikanischer Schachspieler
- Walter Wood (Schriftsteller) (1866–1961), britischer Schriftsteller
- Walter A. Wood (1815–1892), US-amerikanischer Politiker
- Warren Wood (1887–1926), US-amerikanischer Golfer
- William Wood (Mediziner), englischer Mediziner
- William Wood (Botaniker) (1745–1808), britischer Politiker und Botaniker
- William Wood (Zoologe) (1774–1857), britischer Zoologe
- William Wood, 1. Baron Hatherley (1801–1881), britischer Rechtsgelehrter und Politiker
- William Wood (Leichtathlet) (1881–1940), kanadischer Marathonläufer
- William Wood (Ringer) (1888–??), britischer Ringer
- William Wood (Ruderer) (1899–1960), kanadischer Ruderer
- William Wood (Drehbuchautor), US-amerikanischer Drehbuchautor
- William Barry Wood (Mediziner) (1910–1971), US-amerikanischer American-Football-Spieler und Mediziner
- William Barry Wood (Molekularbiologe) (1938–2024), US-amerikanischer Molekular- und Entwicklungsbiologe
- William F. Wood, US-amerikanischer Chemiker und Biochemiker
- William Robert Wood (1861–1933), US-amerikanischer Politiker
- Willie Wood (Fußballspieler) (William Wood; 1878–1947), englischer Fußballspieler
- Willie Wood (Footballspieler) (William Vernell Wood; 1936–2020), US-amerikanischer American-Football-Spieler und -Trainer
- Willie Wood (Bowlsspieler) (William Walker Wood; * 1938), schottischer Bowlsspieler
- Willie Wood (Golfspieler) (Willard West Wood Jr.; * 1960), US-amerikanischer Golfspieler

### Z
- Zach Wood (* 1993), US-amerikanischer American-Football-Spieler

### Kunstfiguren
- Julie Wood, Protagonistin der gleichnamigen frankobelgischen Comicserie
- Oliver Wood, siehe Figuren der Harry-Potter-Romane #Oliver Wood